# Inside Wants Out
Albums de John Mayer
Room for Squares
(2001)
Inside Wants Out est le premier EP de John Mayer. Les chansons sont jouées de manière acoustique. Sorti en 1999 avec l'aide d'un producteur local d'Atlanta et de son ami Clay Cook qui compose beaucoup de chansons de l'album, il ressortira en 2002 lorsque Columbia Records deviendra nouveau label de John Mayer.

## Liste des titres

### Album acoustique original
1. Back to You (John Mayer) – 4:00
2. No Such Thing (Clay Cook, Mayer) – 3:51
3. My Stupid Mouth (Mayer) – 4:16
4. Neon (Cook, Mayer) – 3:56
5. Victoria (Mayer) – 3:49
6. Love Soon (Cook, Mayer) – 3:39
7. Comfortable (Cook, Mayer) – 5:00
8. Neon 12:47 AM (Cook, Mayer) – 2:45
9. Quiet (Mayer) – 3:20

### Réédition de Columbia Records
1. Back to You (John Mayer) – 4:00
2. No Such Thing (Clay Cook, Mayer) – 3:51
3. My Stupid Mouth (Mayer) – 4:16
4. Neon (Cook, Mayer) – 3:56
5. Victoria (Mayer) – 3:49
6. Love Soon (Cook, Mayer) – 3:39
7. Comfortable (Cook, Mayer) – 5:00
8. Quiet (Mayer) – 3:20